# Barbara Erskinová
Barbara Erskinová, nepřechýleně Erskine (* 10. srpna 1944 Nottingham) je britská spisovatelka.

## Život
Na Edinburské univerzitě vystudovala středověkou historii Skotska. Jejím knižním debutem byl román Žila jsem již před staletími z roku 1986, který byl přeložen do 30 jazyků a bylo z něj prodáno přes tři miliony výtisků. Píše zejména historické romány, kromě nich napsala také několik sbírek povídek. S novým titulem přichází průměrně jednou za dva roky, a to kvůli provádění obsáhlého výzkumu a kvůli psaní dvou verzí každé nové knihy. Prakticky celé její dosavadní dílo je přeloženo do češtiny.
Vlastní starobylý zámek v essexském městě Colchester a dům v Herefordu v hrabství Herefordshire.

## Dílo
Romány
- Žila jsem již před staletími (Lady of Hay, 1986), česky 2008
- Království stínů (Kingdom of Shadows, 1988), česky 1999
- Oheň je tvým osudem (Child of the Phoenix, 1992), česky 2001
- Půlnoc je osamělé místo (Midnight is a Lonely Place, 1994), česky 2002
- Dům ozvěn (House of Echoes, 1996), česky 2008
- Na pokraji temnoty (On the Edge of Darkness, 1998), česky 2008
- Šepoty v písku (Whispers in the Sand, 2000), česky 2006
- Úkryt před světlem (Hiding from the Light, 2002), česky 2003
- Dcery ohně (Daughters of Fire, 2006), česky 2006
- Údolí havranů (The Warrior's Princess, 2008), česky 2008
- Dědictví minulosti (Time's Legacy, 2010), česky 2010
- Řeka osudu (River of Destiny, 2012), česky 2013
- Nejtemnější hodina (Darkest Hour, 2014), česky 2014
- Spáčův hrad (Sleeper's Castle, 2016), česky 2017
- Strom duchů (Ghost Tree, 2018), česky 2019
- Spřádači snů (Dream Weavers, 2021), česky 2022

Sbírky povídek
- Vzdálené hlasy (Distant Voices), česky 2002
- Písky času (Sands Of Time), česky 2006
- Stíny na ostrově (Encounters), česky 2006
- Krok do jiného času, česky 2020